# Sceaux (Hauts-de-Seine)
Pour les articles homonymes, voir Sceaux.
Sceaux est une commune française du département des Hauts-de-Seine en région Île-de-France, dans l'arrondissement d'Antony, au sud de Paris.
Le territoire de la commune couvre partiellement le vaste parc départemental de Sceaux, dessiné par André Le Nôtre, comptant 181 hectares (dont 120 sur le territoire de la commune de Sceaux), vestige du domaine personnel de Colbert.

## Géographie

### Localisation
Sceaux est une ville des Hauts-de-Seine de la banlieue sud de Paris située dans le Hurepoix, à 9,8 kilomètres au sud-ouest de la cathédrale Notre-Dame de Paris.
| Fontenay-aux-Roses  | Fontenay-aux-Roses,Bagneux | Bourg-la-Reine |
| Le Plessis-Robinson | Sceaux                     | Bourg-la-Reine |
| Châtenay-Malabry    | Antony                     | Antony         |

Sceaux est traversée par la Coulée verte du sud parisien qui fait partie de la via Turonensis, l'un des quatre chemins de France du pèlerinage de Saint-Jacques-de-Compostelle et de la véloroute Paris-le Mont-Saint-Michel véloscénie.

### Géologie et relief
La superficie de la commune est de 360 hectares ; l'altitude varie de 53  à   103 mètres.

### Hydrographie
Sceaux est traversé d’ouest en est par le cours de l’ancien ru de la Fontaine du Moulin, appelé aussi ru des Blagis ou ru de Fontenay qui forme la limite communale avec Fontenay-aux-Roses. 
Canalisé et mis en souterrain dans les années 1950, ce ru est devenu le collecteur des Blagis, servant au drainage des eaux pluviales. En amont, exutoire de l’étang Colbert du Plessis-Robinson, une grande partie de ses eaux est dirigée via des collecteurs secondaires vers Choisy-le-Roi et la Seine, puis son débit allégé alimente le réservoir des Blagis, avant d’atteindre Bourg-la-Reine. L’ex-ru/collecteur se jette enfin à L'Haÿ-les-Roses dans la Bièvre également souterraine à ce confluent.

### Climat
En 2010, le climat de la commune est de type climat océanique dégradé des plaines du Centre et du Nord, selon une étude du CNRS s'appuyant sur une série de données couvrant la période 1971-2000. En 2020, Météo-France publie une typologie des climats de la France métropolitaine dans laquelle la commune est exposée à un climat océanique altéré et est dans la région climatique Sud-ouest du bassin Parisien, caractérisée par une faible pluviométrie, notamment au printemps (120 à 150 mm) et un hiver froid (3,5 °C).
Pour la période 1971-2000, la température annuelle moyenne est de 11,5 °C, avec une amplitude thermique annuelle de 15,2 °C. Le cumul annuel moyen de précipitations est de 649 mm, avec 11 jours de précipitations en janvier et 7,8 jours en juillet. Pour la période 1991-2020, la température moyenne annuelle observée sur la station météorologique la plus proche, située dans la commune de Choisy-le-Roi à 9 km à vol d'oiseau, est de 12,7 °C et le cumul annuel moyen de précipitations est de 607,2 mm,. Pour l'avenir, les paramètres climatiques de la commune estimés pour 2050 selon différents scénarios d'émission de gaz à effet de serre sont consultables sur un site dédié publié par Météo-France en novembre 2022.

### Voies de communication et transports

#### Voies routières
Sceaux est traversée par un axe majeur est-ouest : l'axe D 60 commence à l'est à la place de la Libération située à la limite est de la ville avec Bourg-la-Reine. De là, il longe le lycée Lakanal sous le nom d'avenue du Président-Franklin-Roosevelt (depuis renommée avenue Victor-Hugo par souci de cohérence avec la partie réginaburgienne de la voie) jusqu'au carrefour avec la rue Lakanal (la moitié de la rue, côté nord, appartient à la commune de Bourg-la-Reine jusqu'au portail du lycée Lakanal sous le nom d'avenue Victor-Hugo). La rue passe également au-dessus de la ligne du RER B à moins de 500 mètres de la gare de Bourg-la-Reine. Au carrefour avec la rue Lakanal, cet axe continue en direction du centre-ville sous le nom de boulevard Colbert jusqu'au rond-point avec l'avenue de Verdun ; ensuite il continue sous le nom d'avenue Camberwell jusqu'à la place du Général-de-Gaulle, puis jusqu'à la gare RER de Robinson sous le nom de rue Houdan. Il se prolonge dans la commune de Châtenay-Malabry sous le nom d'avenue de Robinson.
Un autre axe D 74 puis D 75 est-ouest, commence au tripoint avec Bourg-la-Reine et Bagneux, sous le nom d'avenue de Bourg-la-Reine et forme la frontière de la commune avec Bagneux jusqu'au rond-point des Blagis. L'axe forme ensuite la frontière avec Fontenay-aux-Roses et prend le nom d'avenue Jean-Perrin jusqu'au croisement avec la rue de Fontenay, puis avenue Paul-Langevin jusqu'au croisement avec la rue des Pépinières où l'axe continue sur la commune de Fontenay-aux-Roses.
Il n'existe qu'un seul axe nord-sud traversant totalement Sceaux, le côté nord-est étant bloqué par le RER B et le côté sud par le parc de Sceaux : la D 67 partant depuis Fontenay-aux-Roses et le carrefour avec la D 74 au nord, sous le nom de rue de Fontenay, jusqu'à la place du Général-de-Gaulle. L'axe prend ensuite le nom de rue Voltaire jusqu'au croisement avec la rue des Imbergères, puis rue Cauchy jusqu'au croisement avec la rue Jean-Michaut. L'axe continue sous le nom d'avenue Alphonse-Cherrier jusqu'à la Coulée Verte puis forme la frontière avec Châtenay-Malabry sous le nom d'avenue Sully-Prudhomme jusqu'au rond-point avec la Grande-Voie des vignes, le long du parc du Sceaux, formant un tripoint avec Antony et Châtenay-Malabry. Elle continue sur ces deux communes sous le même nom.
Il existe également trois autres axes nord-sud, mais ne traversant pas totalement la commune : la D 920, ancienne N 20, la D 77 et la D 63.
La D 920 forme une partie de la frontière avec Bourg-la-Reine sous le nom d'avenue du Général-Leclerc, puis continue dans la commune d'Antony.
La D 77 part du tripoint avec Bourg-la-Reine et Bagneux sous le nom d'avenue Georges-Clemenceau, et traverse le quartier des Blagis. Il continue sous le nom d'avenue Raymond-Poincaré et traverse les voies du RER B au-dessus de la gare RER de Sceaux. Après le croisement avec la rue du Lycée, l'axe prend le nom d'avenue de Verdun jusqu'au rond-point avec l'avenue Camberwell. Elle parcourt ensuite le boulevard Colbert avec la D 60. L'axe continue vers le sud sous le nom d'avenue Claude-Perrault entre le lycée Lakanal et le Parc de Sceaux. L'axe traverse ensuite un quartier résidentiel sous le nom d'avenue Le Nôtre jusqu'à la frontière avec Antony où l'avenue continue.
La D 63 démarre au carrefour des Mouilleboeufs à Fontenay-aux-Roses, longe les voies du RER B sous le nom d'avenue Jules-Guesde jusqu'au croisement avec la rue Houdan au niveau de la gare de Robinson. Elle forme la frontière avec Châtenay-Malabry sous le nom d'avenue des Quatre-Chemins, puis continue dans Châtenay-Malabry sous le nom d'avenue Roger-Salengro.

#### Circulations douces
La ville de Sceaux traversée par la Coulée verte du Sud parisien est pionnière en matière de déplacements piétons et cyclistes,.
La première rue piétonne d’Île-de-France y a été réalisée en 1974, et la première zone de rencontre régionale le 18 février 2009.
Sceaux est l'une des premières communes à avoir généralisé les zones 30 et les doubles sens cyclables en 2009, à disposer des panneaux Cédez-le-passage cycliste au feu tourne à droite en 2012,, et à  installer des panneaux autorisant le passage dans les trois directions, tout droit, à droite et à gauche à deux carrefours en mai 2016, une première mondiale,,,.

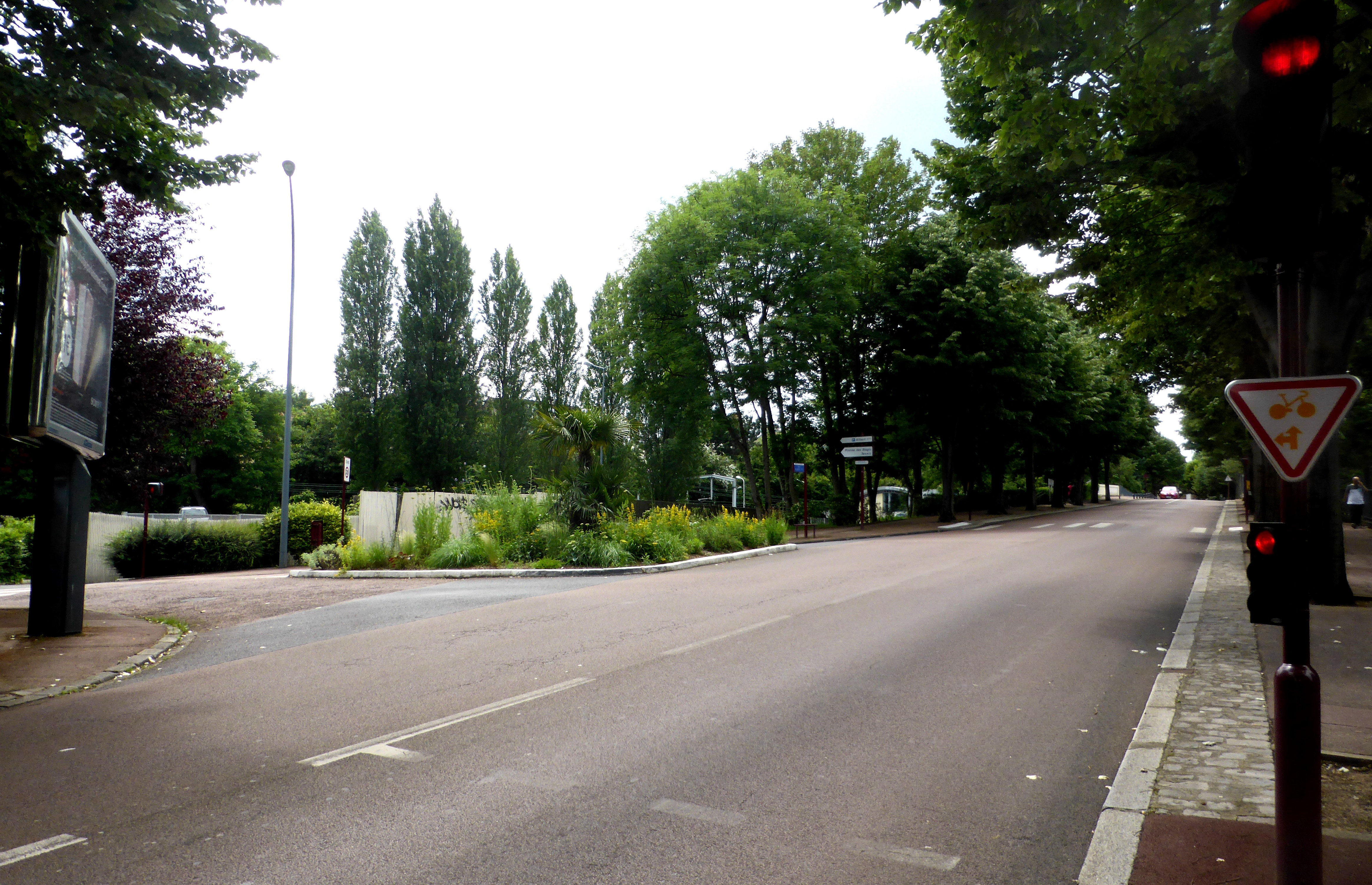
Panneau tout droit et à gauche à Sceaux.
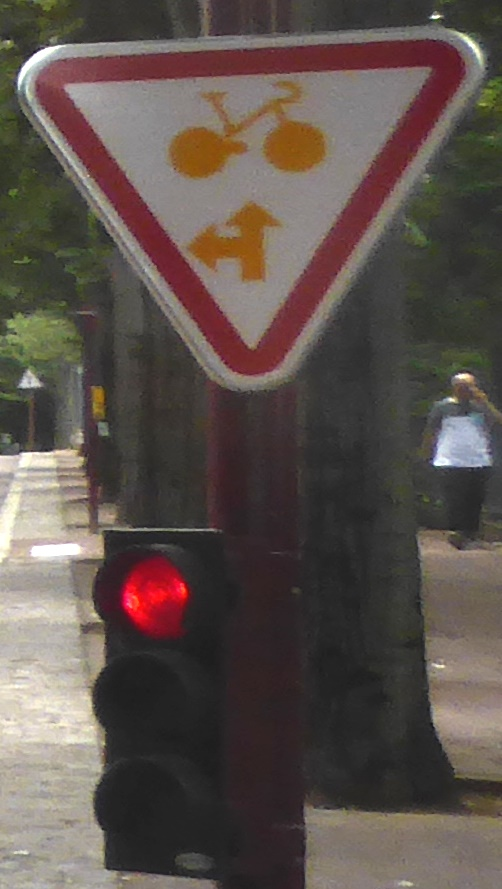
Tout droit et à gauche.
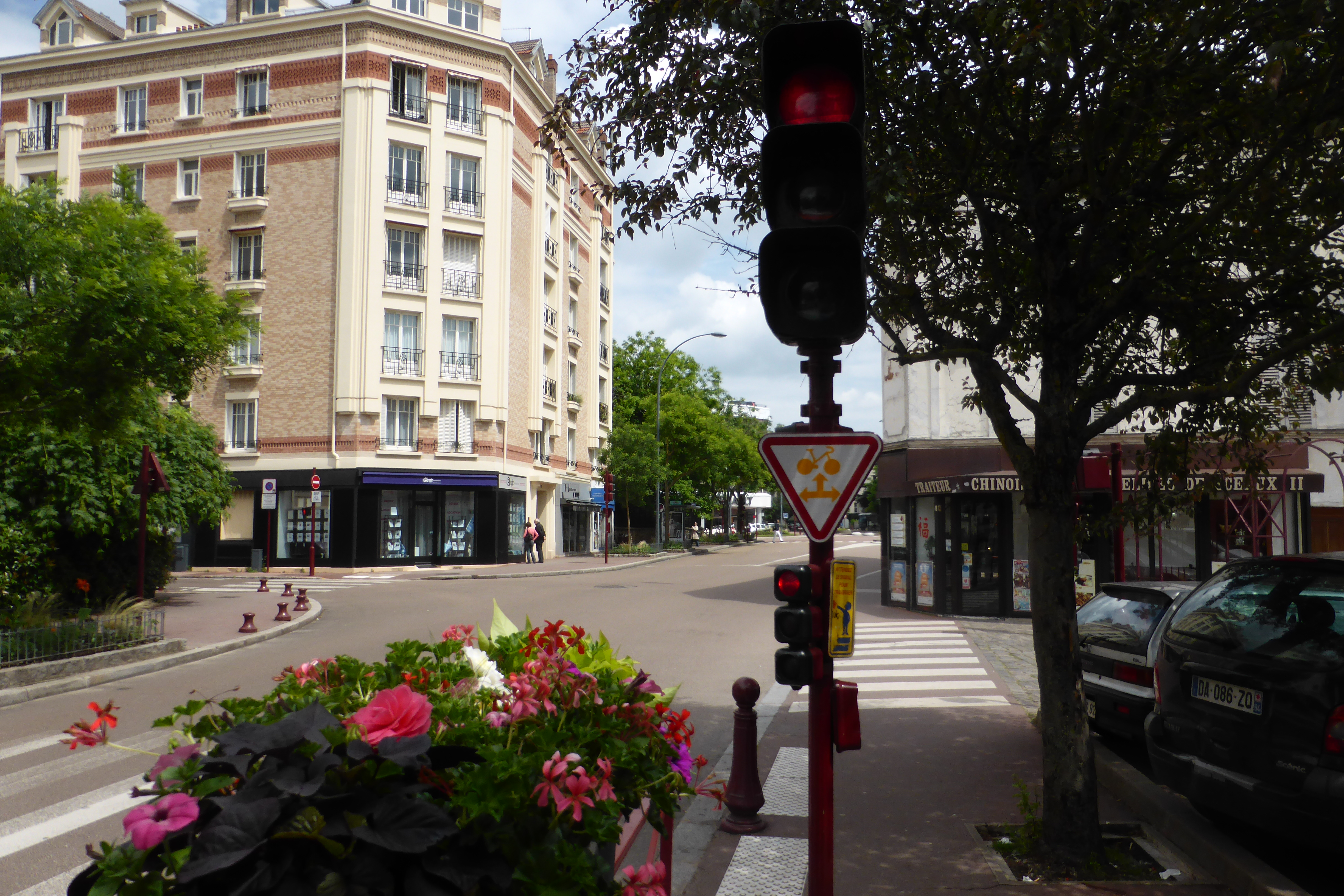
Triple direction.
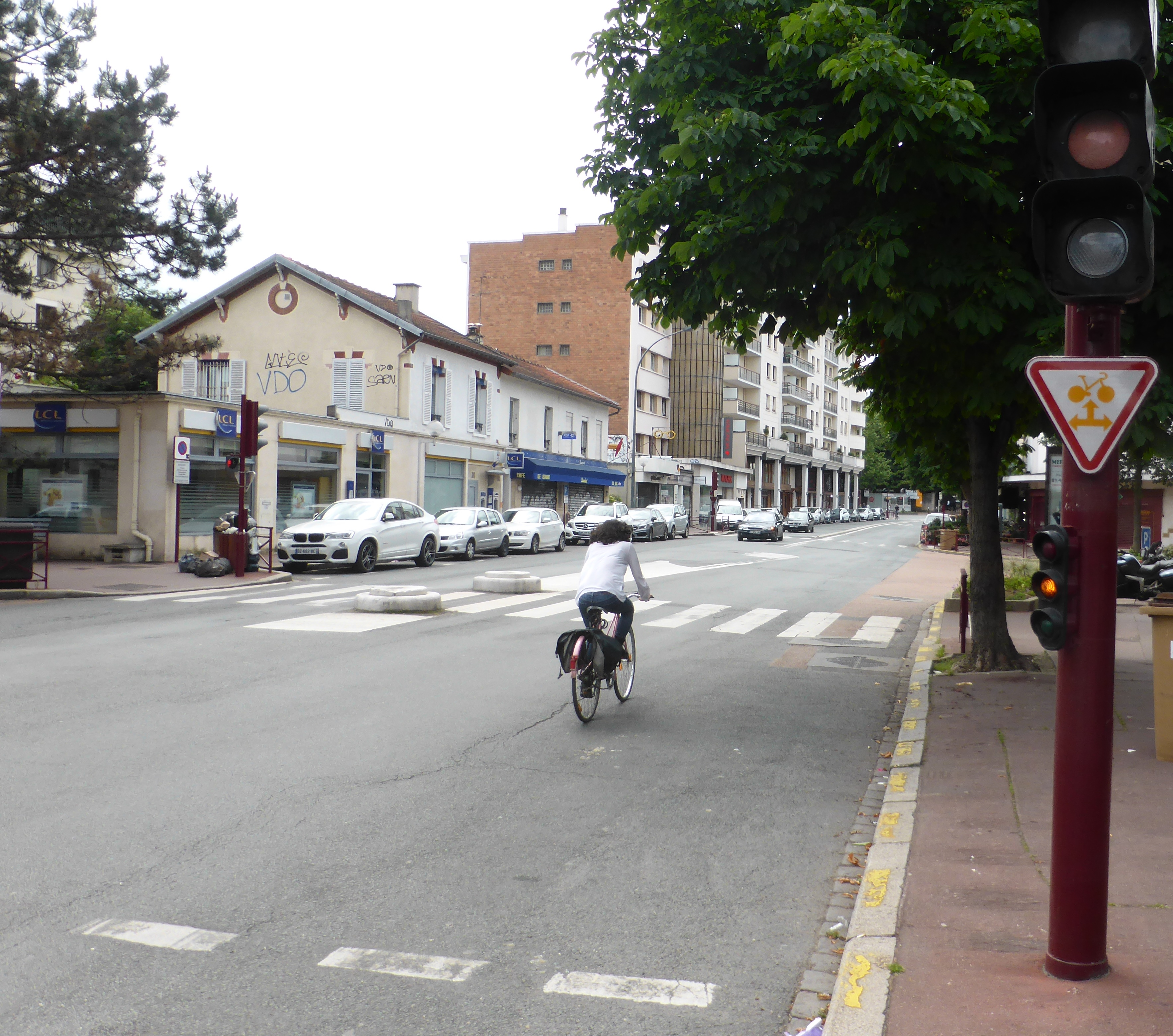
Passez-vélo 3 directions à Sceaux.
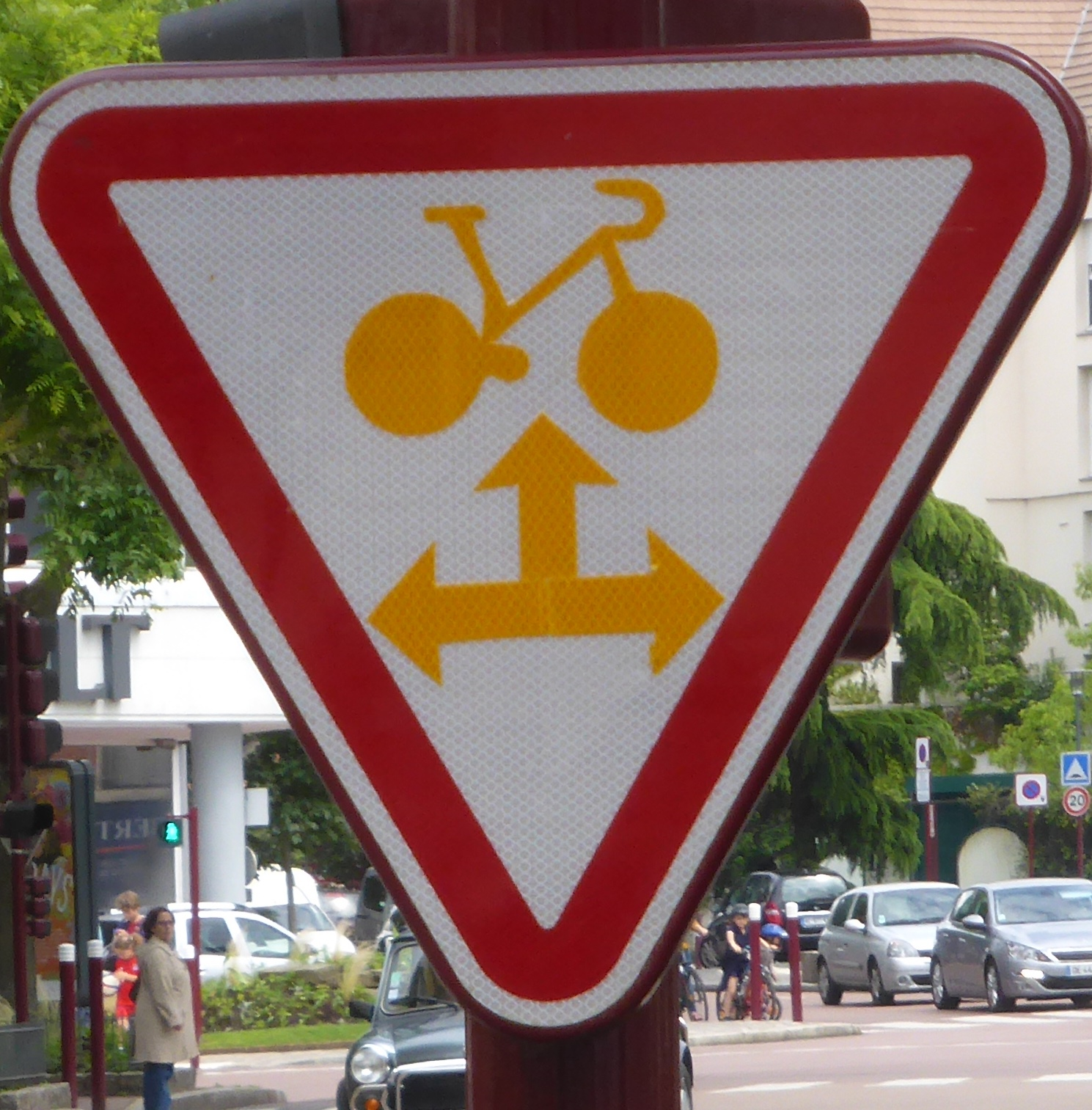
Panneau 3 directions à Sceaux.

#### Transports en commun

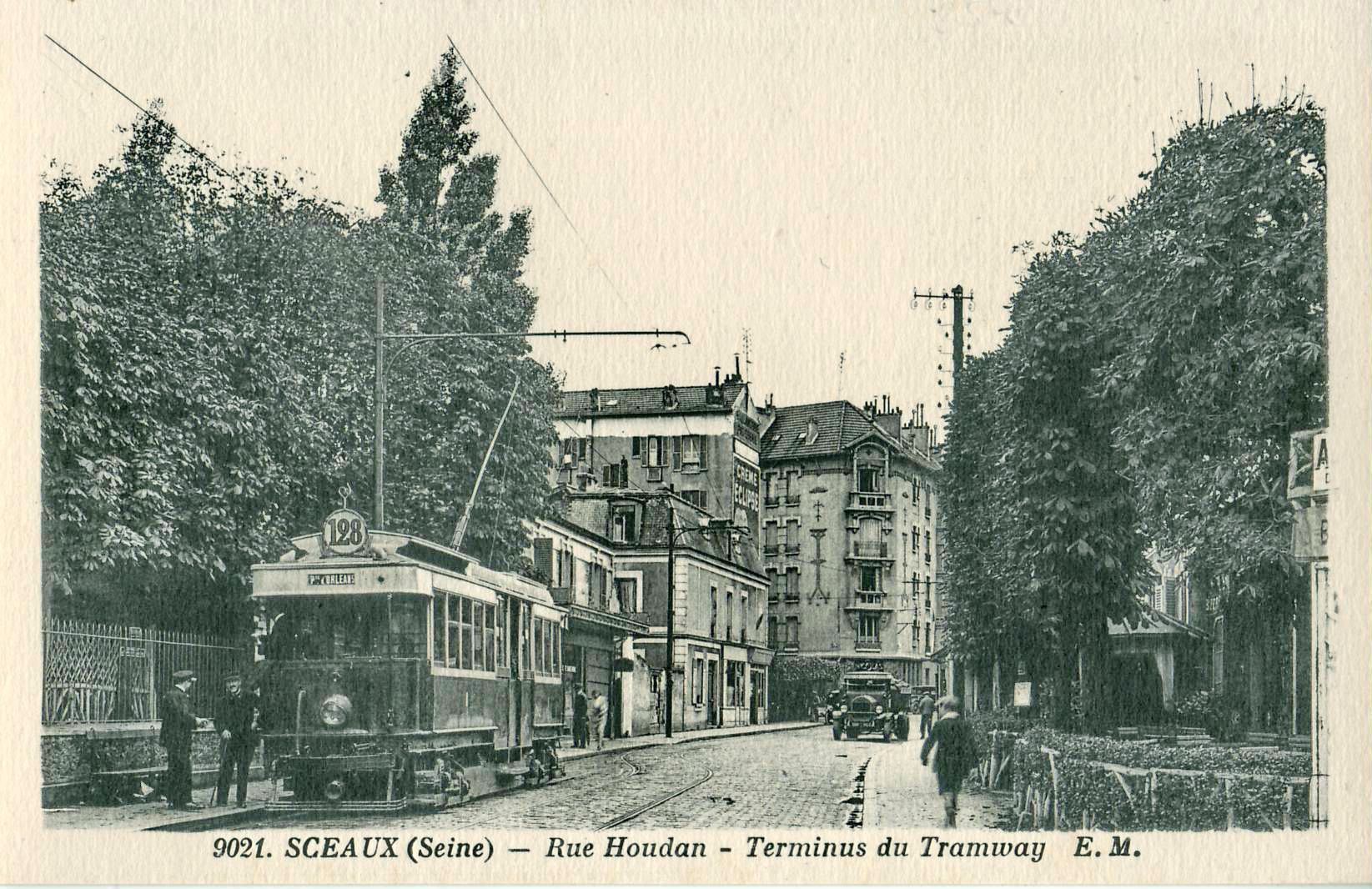
Au début du XXe siècle, la ville était également desservie par des lignes de tramway du département de la Seine. On voit ici le 128 (Porte d'Orléans - Sceaux), lors de l'exploitation par la STCRP.

Sceaux est reliée au réseau RER par l'intermédiaire de deux stations du RER B : Sceaux et Robinson, terminus de la ligne. La station Parc de Sceaux est à la limite de Sceaux, mais se trouve à Antony.
Treize lignes de bus relient Sceaux à Paris et aux communes limitrophes, via les réseaux de bus de l'Île-de-France : douze lignes du réseau RATP (128, 179, 188, 192, 194, 195, 294, 390, 391, 394, 395 et 595) et la ligne 6 du réseau de bus Vallée Sud Bus.
Trois stations Velib sont présentes dans la commune :
- Avenue de la Gare, à proximité de la station Robinson
- Rue du Docteur-Berger au centre-ville
- Avenue Jean-Perrin dans le quartier des Blagis

## Urbanisme

### Typologie
Au 1er janvier 2024, Sceaux est catégorisée grand centre urbain, selon la nouvelle grille communale de densité à sept niveaux définie par l'Insee en 2022.
Elle appartient à l'unité urbaine de Paris, une agglomération inter-départementale regroupant 407  communes, dont elle est une commune de la banlieue,,. Par ailleurs la commune fait partie de l'aire d'attraction de Paris, dont elle est une commune du pôle principal,. Cette aire regroupe 1 929 communes,.

### Occupation des sols
Le tableau ci-dessous présente l'occupation des sols de la commune en 2018, telle qu'elle ressort de la base de données européenne d’occupation biophysique des sols Corine Land Cover (CLC).
| Type d’occupation          | Pourcentage | Superficie (en hectares) |
| -------------------------- | ----------- | ------------------------ |
| Tissu urbain discontinu    | 68,6 %      | 247                      |
| Espaces verts urbains      | 31,4 %      | 113                      |
| Source : Corine Land Cover |             |                          |

### Morphologie urbaine
L'alignement du cardo de Lutèce qu'est l'actuel boulevard Saint-Michel (calé sur les thermes de Cluny) devenant la rue Saint-Denis passe par le château de Sceaux. L'alignement qui lie l'ancien village de Sceaux au château (castrum) de Châtenay-Malabry est parallèle aux cardos de Lutèce.
L’Insee découpe la commune en huit îlots regroupés pour l'information statistique : Robinson, Cheneaux Sablons, Vieux Sceaux – Curie, Parc de Sceaux, Desgranges – Fontenay, Centre, Blagis, Musiciens - Roosevelt.

### Habitat et logement
On trouve plusieurs types d'habitat à Sceaux : maisons en meulière, immeubles anciens, mais aussi maisons neuves, immeubles récents, etc.
Sceaux possède également quelques maisons d'architectes : la villa Alquier, la villa Snégaroff, la maison Trapenard, la villa Granet, le Chalet Blanc, la maison Lurçat, ou encore la villa Baltard.

### Données statistiques
En 2018, le nombre total de logements dans la commune était de 9 358, alors qu'il était de 9 302 en 2013 et de 9 185 en 2008.
Parmi ces logements, 92,1 % étaient des résidences principales, 3,6 % des résidences secondaires et 4,2 % des logements vacants. Ces logements étaient pour 20,5 % d'entre eux des maisons individuelles et pour 77 % des appartements.
La commune respecte les obligations qui lui sont faites par l'article 55 de la loi SRU de 2000  de disposer d'au moins 25 % de logements sociaux. Au sens du recensement, elle disposait en 2008 de 1 312 logements sociaux (15,3 % du parc des résidences principales), nombre qui s'est accru à 1 780 en 2018, grâce notamment à l'acquisition en 2010 par  l'acquisition par l'Office public départemental de l'habitat (OPDH 92) de la résidence des Bas-Coudrais et à son conventionnement.
Le tableau ci-dessous présente la typologie des logements à Sceaux en 2018 en comparaison avec celle des Hauts-de-Seine et de la France entière. Une caractéristique marquante du parc de logements est ainsi une proportion de résidences secondaires et logements occasionnels (3,6 %) légèrement inférieure à celle du département (3,7 %) et très inférieure à celle de la France entière (9,7 %). Concernant le statut d'occupation de ces logements, 48,4 % des habitants de la commune sont propriétaires de leur logement (48,2 % en 2013), contre 42,5 % pour les Hauts-de-Seine et 57,5 % pour la France entière.
| Typologie                                               | Sceaux | Hauts-de-Seine | France entière |
| ------------------------------------------------------- | ------ | -------------- | -------------- |
| Résidences principales (en %)                           | 92,1   | 89,8           | 82,1           |
| Résidences secondaires et logements occasionnels (en %) | 3,6    | 3,7            | 9,7            |
| Logements vacants (en %)                                | 4,2    | 6,5            | 8,2            |

#### Sceaux Habitat
Sceaux Habitat est l'office public de l'habitat de Sceaux. Il travaille à créer une offre nouvelle de logement et s'engage également dans des opérations de construction de logements sociaux. Son objectif est de produire ou d'acquérir 20 logements par an, répartis en petites unités, dans différents quartiers de la ville. Sceaux Habitat est géré par un conseil d'administration constitué de 17 membres : représentants de la ville de Sceaux, personnes qualifiées parmi lesquelles un représentant de la communauté d'agglomération des Hauts-de-Bièvre, représentants élus des locataires, représentants des organismes sociaux professionnels (Caisse d'allocations familiales, Union départementale des associations familiales, 1 % logement, syndicats), et un représentant d'une association d'insertion.

#### Incitation à la rénovation de l'habitat privé
Depuis janvier 2008, une opération programmée d'amélioration de l'habitat (OPAH) est engagée à l'initiative de la ville sur le centre ancien de Sceaux. L'OPAH s'organise dans le cadre d'une convention entre la ville, l'État et l'Agence nationale de l'habitat pour une durée de trois ans et vise à aider par un dispositif incitatif les propriétaires du quartier Sceaux centre ancien à réhabiliter leur immeuble ou leur logement.

### Projets d'aménagements

#### Plan d'occupation des sols
La ville de Sceaux est soumise à un plan d'occupation des sols (POS), en vigueur depuis 1995 et modifié à sept reprises de 2002 à 2008. Le plan local d'urbanisme (PLU) est révisé fin septembre 2016.
Protection du patrimoine
En concertation avec l'état, la commune a classé, le 8 juillet 2016, six secteurs "site patrimonial remarquable" : le centre ancien, le tissu pavillonnaire homogène, le lotissement du Parc de Sceaux, la résidence des Bas-Coudrais, l’allée d’Honneur et les grands lycées.

#### Rénovation de la piscine des Blagis (mars 2010 - fin 2012)
La communauté d'agglomération des hauts-de-Bièvre réhabilite actuellement l'une des deux piscines présentes sur le territoire de Sceaux, la piscine des Blagis.
La piscine va bénéficier d'une rénovation complète avec une pensée nouvelle de circulation pour répondre à l'ensemble des exigences actuelles d'hygiène et de sécurité, avec un changement des pratiques d'accueil et la création d'un bassin d'apprentissage pour répondre au manque de surface de plan d'eau dans le sud des Hauts-de-Seine. Il servira aussi bien à la natation qu'aux activités nautiques.

#### Autres projets
D'autres projets d'aménagement ont été effectués ou sont en cours, comme l'amélioration des conditions de circulation pour les cyclistes, ou encore l'expérimentation de nouveaux sens de circulation dans le quartier de Robinson.

## Toponymie
Sceaux est une « celle » : « apud Cellas » vers 1120, puis Ceaux, la graphie actuelle a été influencée par le mot « sceau ».
Le nom de Sceaux est mentionné en 1120 et provient du mot latin cellae qui signifie « petites chambres ».

## Histoire

### De 1203 à 1790
L'existence de la paroisse de Sceaux est attestée pour la première fois par un acte de 1203, qui indique que la paroisse de Ceaux a été détachée de celle de Châtenay dont elle dépendait auparavant, cette dernière relevant elle-même du chapitre de Notre-Dame de Paris. La première église de Sceaux fut bâtie en 1214.
Plusieurs fiefs constituaient le territoire de Sceaux, et ce jusqu'au XVe siècle où ils ont été réunis entre les mains de la famille Baillet : Sceaux-le-Petit (le petit Ceaux), au voisinage de l'église ; Sceaux-le-Grand (le grand Ceaux), autour de l'hôtel des Baillet, dans le parc actuel ; l'infirmerie de Saint-Germain des Prés (l'enffermerie), à proximité de l'église mais dont la situation n'est pas connue avec précision. Alix de Vaubouillon, veuve de Bérault Buisson, conseiller du roi vend sa seigneurie de Sceaux à Pierre Baillet, maître des requêtes ordinaire de l'Hôtel des rois Charles VI de France et Charles VII et à son épouse Marie de Vitry.
En 1470, son fils, Jean II Baillet, conseiller au Parlement de Paris, maître des requêtes ordinaire de l'hôtel du roi sous Charles VII et Louis XI, conseiller de Louis XI, rapporteur de la Chancellerie et époux de Nicole de Fresnes (alias Gillette ou Colette) de Fresnes reçut à dîner le roi Louis XI à son hôtel de Seaulx le Grand, au cours d'un voyage d'Amboise à Paris que celui-ci effectuait en compagnie de la reine et de sa suite.
L'église Saint-Jean-Baptiste est construite en 1476 en remplacement de celle du XIIIe siècle à l'initiative de René Baillet. Mais en 1530, parti d'un four à pain, un important incendie ravage le village et son église. Celle-ci est presque totalement reconstruite en 1545.
Parmi les arrière-fiefs de Sceaux le Grand figure, avec ses dépendances, celui appartenant en 1540 à Charles de Joussier, écuyer seigneur de Carneaux auquel il était rattaché et qui le tenait de sa bisaïeule Catherine de Neufville.
La seigneurie de Sceaux passa ensuite au fils de Jean II : Thibault Baillet, dit « Le Bon Président », et au fils de ce dernier René Baillet (mort en 1579), époux de Isabeau Guillard, et à leur unique fils André Baillet. Sans héritier de Catherine L(h)uillier son épouse, à sa mort la seigneurie passa par succession à ses sœurs : Renée Baillet, épouse de Jean de Thou ; Isabeau Baillet, épouse de Nicolas III Potier, et Charlotte Baillet, épouse de Louis Potier de Gesvres. Ce dernier racheta l'ensemble du domaine en 1597.
Louis Potier était baron de Gesvres, comte de Tresmes, baron de Montjay et du Fresnoy, seigneur de Bourg-la-Reine, du Plessis-Picquet (Le Plessis-Robinson) et de Sceaux, où il fit construire vers 1597 une grande maison à l'emplacement de l'ancien hôtel des Baillet. Cette maison fut achetée et transformée plus tard par Colbert. Sur les terres que René Potier ajouta vers 1640 au domaine, se situait l'étang appelé la « Mer Morte » qui, avec le vallon où il se trouvait, servit à André Le Nôtre pour établir le bassin de l'octogone et le grand canal du domaine de Colbert.
Colbert fit l'acquisition du domaine le 11 avril 1670, puis l'agrandit par l'achat d'autres terres voisines, réunissant ainsi un vaste territoire dépassant largement les limites du parc actuel.
Il fit agrandir l'hôtel existant et chargea Le Nôtre de dessiner un parc à la française.
Colbert fit rebâtir l'ancienne église en ruine datant de 1476.
Jusqu'à la Révolution et à la confiscation du domaine comme bien national en 1793, l'histoire du village de Sceaux demeura indissociable de celle du domaine et de ses propriétaires successifs : après Colbert, son fils aîné le marquis de Seignelay, puis le duc et la duchesse du Maine, et le duc de Penthièvre, pour les plus notables.

### La période révolutionnaire
L'élection du premier maire de Sceaux s'est tenue le 7 février 1790 dans l'église paroissiale. 
Les 125 « citoyens actifs » qui y prirent part élurent :
- le maire ;
- le procureur ;
- et les cinq membres de la municipalité.
Richard Glot, entrepreneur et propriétaire de la manufacture de faïence et de porcelaine de Sceaux, fut élu maire au premier tour de scrutin.
En 1793, Sceaux, qui s'appelait alors Sceaux-Penthièvre, prit, à l'initiative de la Société populaire de Sceaux et par décret de la Convention nationale, le nom de Sceaux-l'Unité.
Les noms des rues furent également modifiés, et l'église transformée en Temple de la Raison.
Le domaine de Sceaux, transformé quelque temps en école d'agriculture, fut acheté en 1798 par un négociant de Saint-Malo, Jean François Hippolyte Lecomte.
Le mauvais état du château amena bientôt ce dernier à le détruire ; il assura cependant la conservation de divers bâtiments, dont le pavillon de l'Aurore et l'orangerie. Le parc fut transformé en terres agricoles, sort que l'annexe de la ménagerie se vit épargner grâce à son rachat par une association d'habitants de Sceaux.
C'est dans ce jardin public que se tiendra pendant des décennies le célèbre Bal de Sceaux, où Honoré de Balzac situe certaines scènes de son roman Le Bal de Sceaux et qu'il décrit comme : « une fête hebdomadaire, qui, par son importance, menaçait alors de devenir une institution ».
D'abord recouvert d'une tente à la manière des pavillons chinois et éclairé par des lanternes à la quinque, le bal s'ouvrit le 20 mai 1799 (prairial, an VII). Mais en l'an X de la République, la Société du jardin et des eaux dut reconnaître que la tente était ruinée et l'on décida à l'unanimité de construire une immense rotonde de bois, un toit léger recouvert d'ardoise, porté par quatre piliers, avec un pilier central autour duquel l'orchestre devait prendre place. Ce qui fut fait. Le public accourut toujours plus nombreux car la rotonde pouvait abriter deux mille danseurs.
Sceaux devint chef-lieu d'arrondissement du département de la Seine en 1800.

### Depuis leXIXesiècle
Le premier chemin de fer reliant la gare parisienne de Denfert-Rochereau à l'ancienne gare de Sceaux, au centre de la ville (à proximité de l'église) a été inauguré en 1846.
Le château de Sceaux actuel a été édifié de 1856 à 1858 par le 2e duc de Trévise, à l'emplacement du corps central du château de Colbert, détruit pendant la Révolution.
Le lycée Lakanal, dont l'emplacement a été choisi par Jules Ferry lui-même, a été ouvert en 1885.
Le XXe siècle voit simultanément l'arrivée d'une nouvelle population plus aisée dans la ville ancienne et au voisinage du parc, racheté en 1923 par le département de la Seine et partiellement loti sur son pourtour, et la création de lotissements plus populaires.
Le lycée Marie-Curie ouvre ses portes, en 1936, pour accueillir les jeunes filles après le certificat d'études. Il est  inauguré, le 19 juin 1937, en présence de Jean Zay, ministre de l'Éducation.

## Politique et administration

### Rattachements administratifs et électoraux

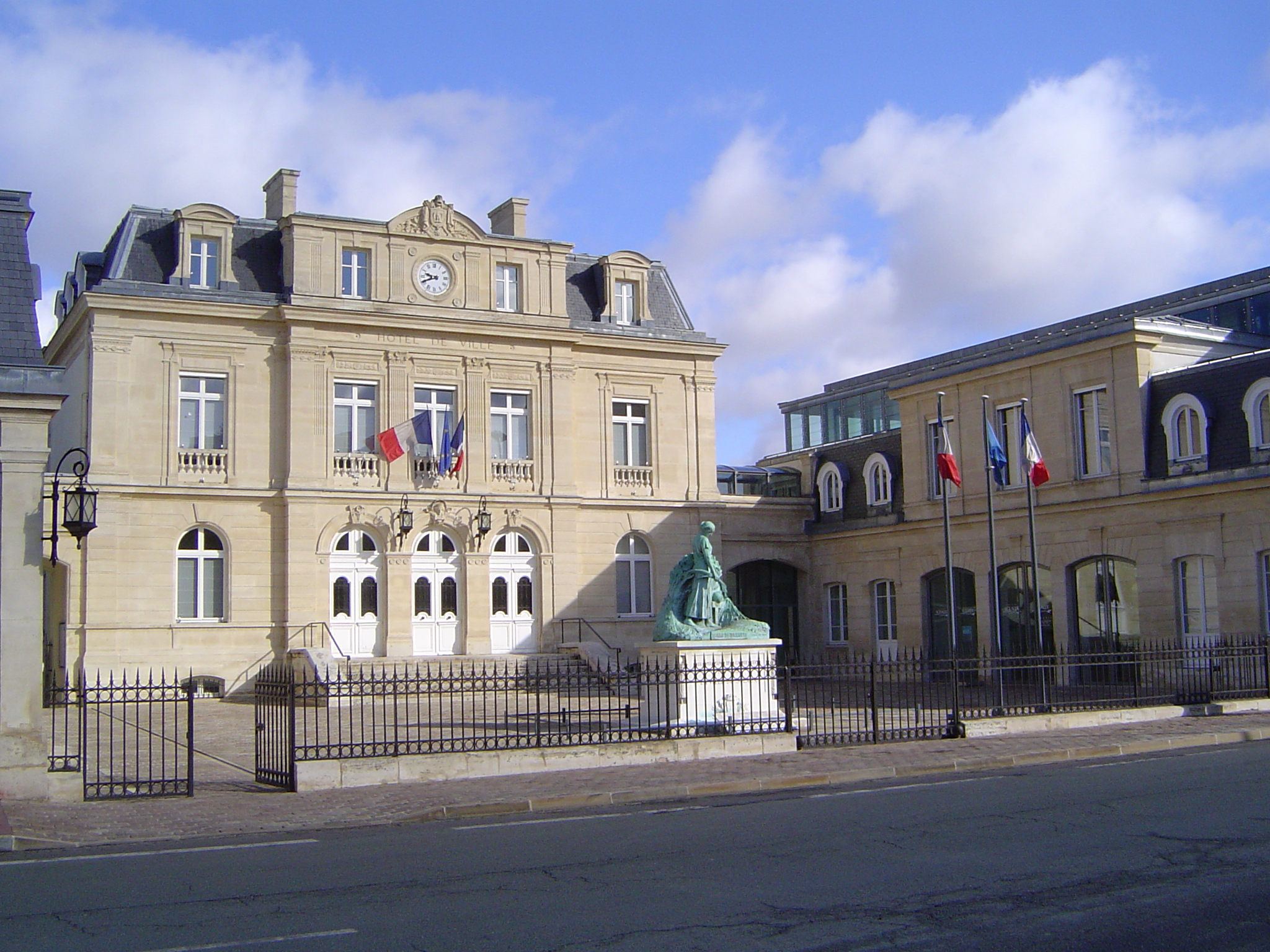
La façade de la mairie.

Jusqu’à la loi du 10 juillet 1964, la commune faisait partie du département de la Seine. Le redécoupage des anciens départements de la Seine et de Seine-et-Oise fait que la commune appartient désormais au département des Hauts-de-Seine à la suite d'un transfert administratif effectif le 1er janvier 1968.
La commune était historiquement le chef-lieu du canton de Sceaux. Dans le cadre du redécoupage cantonal de 2014 en France, la commune fait désormais partie du canton de Châtenay-Malabry.
Sceaux relève du tribunal d'instance d'Antony, du tribunal de grande instance, du tribunal pour enfants, du tribunal de commerce de Nanterre, du conseil de prud'hommes de Boulogne-Billancourt, de la cour d'appel de Versailles, du tribunal administratif de Cergy-Pontoise et de la cour administrative d'appel de Versailles.

### Intercommunalité
La commune était membre de la communauté d'agglomération des Hauts-de-Bièvre créée en 2002.
Dans le cadre de la mise en œuvre de la volonté gouvernementale de favoriser le développement du centre de l'agglomération parisienne comme pôle mondial est créée, le 1er janvier 2016, la métropole du Grand Paris (MGP), à laquelle la commune a été intégrée.
La loi portant nouvelle organisation territoriale de la République du 7 août 2015 (Loi NOTRe) prévoit également la création le 1er janvier 2016 d'établissements publics territoriaux (EPT), qui regroupent l'ensemble des communes de la métropole à l'exception de Paris, et assurent des fonctions de proximité en matière de politique de la ville, d'équipements culturels, socioculturels, socio-éducatifs et sportifs, d'eau et assainissement, de gestion des déchets ménagers et d'action sociale, et exerçant également les compétences que les communes avaient transférées aux intercommunalités supprimées.
La commune fait donc partie depuis le 1er janvier 2016 de l'établissement public territorial Vallée Sud Grand Paris, créé par un décret du 11 décembre 2016.
L'EPT exerce, outre les compétences attribuées par la loi à cette catégorie d'établissement public de coopération intercommunale (EPCI), celles que les communes avaient transféré aux anciennes intercommunalités supprimées à l'occasion de sa création :
- Communauté de communes de Châtillon-Montrouge (Montrouge, Châtillon) ;
- Communauté d'agglomération des Hauts-de-Bièvre (Châtenay-Malabry, Antony, Bourg-la-Reine, Le Plessis-Robinson, Sceaux dans les Hauts-de-Seine – les deux communes essonniennes de Verrières-le-Buisson et Wissous ayant été rattachées à la communauté d'agglomération Communauté Paris-Saclay) ;
- Communauté d'agglomération Sud de Seine (Fontenay-aux-Roses, Bagneux, Clamart, Malakoff).

### Liste des maires
Depuis la  Libération de la France, quatre maires se sont succédé à Sceaux :
| Période      | Période                    | Identité                   | Étiquette                | Qualité |
| ------------ | -------------------------- | -------------------------- | ------------------------ | --- |
| 25 août 1944 | mars 1959                  | Édouard Depreux,           | SFIO puis PSA            | Avocat Député de la Seine (1946 → 1958) Ministre de l'Intérieur (1946 → 1947) Ministre de l'Éducation nationale (1948 → 1948) |
| mars 1959    | 11 mars 1983               | Erwin Guldner, (1911-1997) | MRP puis CD puis UDF-CDS | Haut fonctionnaire, conseiller d'État Conseiller général de Sceaux (1967 → 1979) Vice-président du conseil général (1973 → 1979) Réélu en 1965, 1971 et 1977 |
| 11 mars 1983 | 19 mars 2001               | Pierre Ringenbach          | UDF-CDS                  | Chef d'entreprise de l'agroalimentaire Adjoint au maire (1977 → 1983) Conseiller général de Sceaux (1985 → 1998) Vice-président du conseil général (1985 → 1998) Suppléant de Patrick Devedjian (1988 → 2002)                                                         |
| 19 mars 2001 | En cours (au 23 mars 2022) | Philippe Laurent,          | UDF puis UDI             | Expert en gestion publique, professeur associé au CNAM Conseiller général de Sceaux (1998 → 2011) Conseiller régional d'Île-de-France (2015 → ) Président du CSFPT (2011 → ) Vice-président de l'EPT Vallée Sud Grand Paris (2016 → ) Réélu pour le mandat 2020-2026, |

### Politique de développement durable
La ville de Sceaux a pris un arrêté interdisant totalement l’utilisation du glyphosate, accusé d'être cancérigène, et d’autres produits chimiques, notamment ceux contenant des perturbateurs endocriniens, utilisés pour lutter contre des organismes considérés comme nuisibles. Cette interdiction s’applique à l’ensemble du territoire municipal et à tous les acteurs, y compris les particuliers. Cet arrêté ayant été annulé par le Conseil d'État, jugeant qu’il n'appartient pas à un maire de prendre une telle décision, le maire a pris un nouvel arrêté interdisant ces épandages, assimilés à des dépôts sauvage, dont la réglementation ressort bien des compétences communales. Ce nouvel arrêté est à nouveau contesté par le préfet.
La Ville a mis à disposition de scéens volontaires un terrain de 650 m2, aménagé en jardin partagé..
La ville organise chaque année un forum de la rénovation énergétique pour encourager les particuliers à isoler leur logement.

### Jumelages
Au 1er janvier 2010, Sceaux est jumelée avec :
- Brühl (Allemagne) depuis 1964 ;
- Royal Leamington Spa (Angleterre) depuis 1969.

## Population et société

### Démographie

#### Évolution démographique
L'évolution du nombre d'habitants est connue à travers les recensements de la population effectués dans la commune depuis 1793. Pour les communes de plus de 10 000 habitants les recensements ont lieu chaque année à la suite d'une enquête par sondage auprès d'un échantillon d'adresses représentant 8 % de leurs logements, contrairement aux autres communes qui ont un recensement réel tous les cinq ans,.

En 2022, la commune comptait 20 740 habitants, en évolution de +6,47 % par rapport à 2016 (Hauts-de-Seine : +2,75 %, France hors Mayotte : +2,11 %).
| 1793  | 1800  | 1806  | 1821  | 1831  | 1836  | 1841  | 1846  | 1851  |
| ----- | ----- | ----- | ----- | ----- | ----- | ----- | ----- | ----- |
| 1 865 | 1 403 | 1 569 | 1 340 | 1 433 | 1 670 | 1 844 | 2 023 | 2 035 |

| 1856  | 1861  | 1866  | 1872  | 1876  | 1881  | 1886  | 1891  | 1896  |
| ----- | ----- | ----- | ----- | ----- | ----- | ----- | ----- | ----- |
| 2 133 | 2 267 | 2 578 | 2 287 | 2 460 | 2 783 | 3 443 | 3 567 | 3 926 |

| 1901  | 1906  | 1911  | 1921  | 1926  | 1931  | 1936  | 1946  | 1954   |
| ----- | ----- | ----- | ----- | ----- | ----- | ----- | ----- | ------ |
| 4 541 | 4 857 | 5 532 | 6 207 | 6 995 | 7 840 | 8 418 | 8 448 | 10 601 |

| 1962   | 1968   | 1975   | 1982   | 1990   | 1999   | 2006   | 2011   | 2016   |
| ------ | ------ | ------ | ------ | ------ | ------ | ------ | ------ | ------ |
| 19 024 | 19 913 | 19 709 | 18 317 | 18 052 | 19 494 | 19 413 | 19 930 | 19 479 |

| 2021   | 2022   | - | - | - | - | - | - | - |
| ------ | ------ | - | - | - | - | - | - | - |
| 20 488 | 20 740 | - | - | - | - | - | - | - |

#### Pyramide des âges
La population de la commune est relativement jeune.
En 2018, le taux de personnes d'un âge inférieur à 30 ans s'élève à 37,7 %, soit en dessous de la moyenne départementale (38,4 %). À l'inverse, le taux de personnes d'âge supérieur à 60 ans est de 25,8 % la même année, alors qu'il est de 20,0 % au niveau départemental.
En 2018, la commune comptait 9 168 hommes pour 10 438 femmes, soit un taux de 53,24 % de femmes, légèrement supérieur au taux départemental (52,41 %).
Les pyramides des âges de la commune et du département s'établissent comme suit.
| Hommes | Classe d’âge | Femmes |
| ------ | ------------ | ------ |
| 1,1    | 90 ou +      | 3,0    |
| 7,4    | 75-89 ans    | 12,1   |
| 13,5   | 60-74 ans    | 14,1   |
| 21,4   | 45-59 ans    | 19,1   |
| 16,1   | 30-44 ans    | 16,7   |
| 21,8   | 15-29 ans    | 18,7   |
| 18,8   | 0-14 ans     | 16,4   |

| Hommes | Classe d’âge | Femmes |
| ------ | ------------ | ------ |
| 0,6    | 90 ou +      | 1,6    |
| 5,2    | 75-89 ans    | 7,2    |
| 12,1   | 60-74 ans    | 13,5   |
| 19,3   | 45-59 ans    | 19,4   |
| 22,6   | 30-44 ans    | 21,9   |
| 20,2   | 15-29 ans    | 18,9   |
| 19,9   | 0-14 ans     | 17,4   |

### Enseignement
Sceaux est située dans l'académie de Versailles.

#### Établissements scolaires

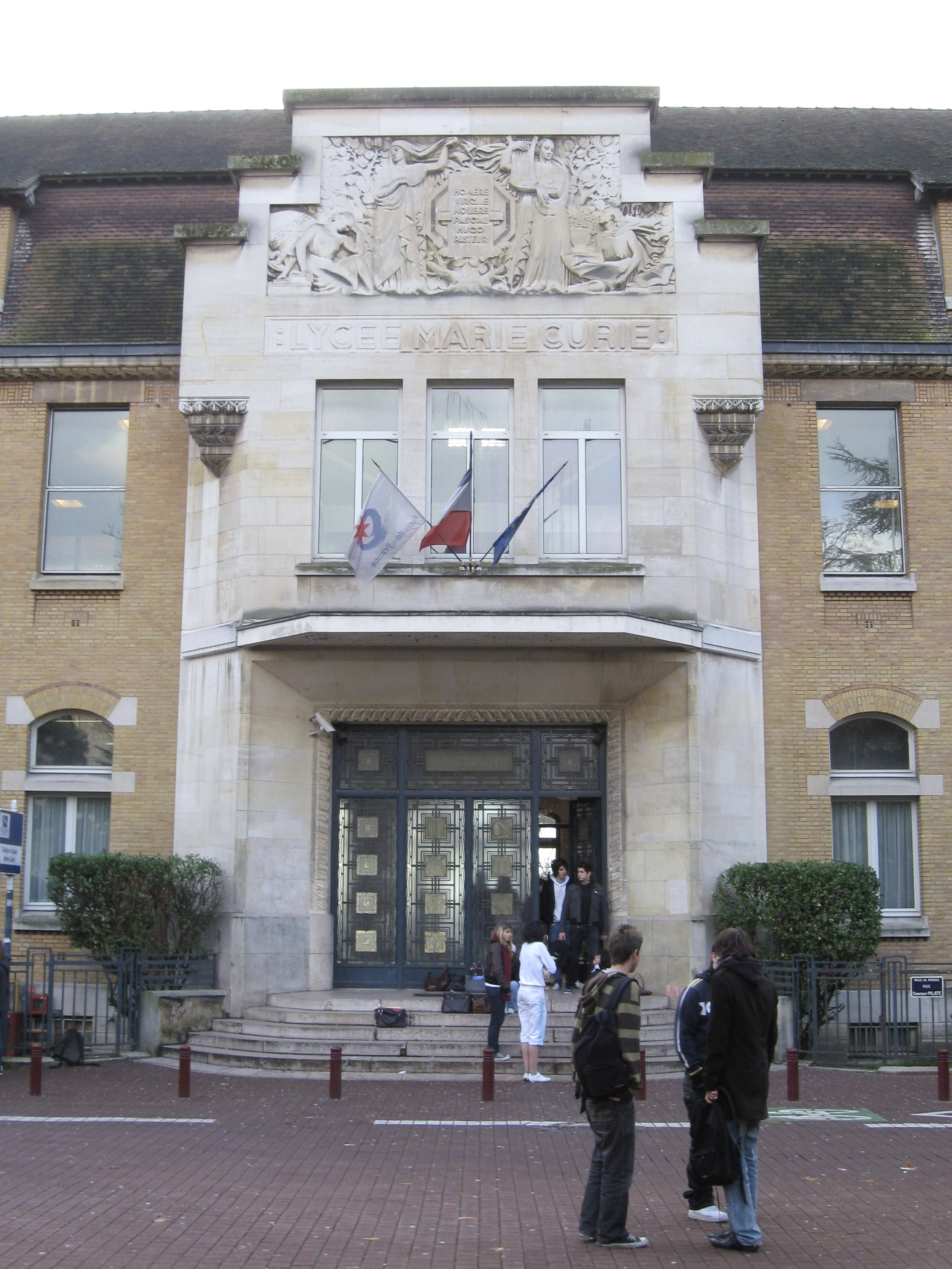
L'entrée principale du lycée Marie-Curie.

La ville administre quatre écoles maternelles et quatre écoles élémentaires communales.
Le département gère deux collèges et la région Île-de-France trois lycées : le lycée, prépa et collège Lakanal, la cité scolaire Marie-Curie et le lycée professionnel Florian.
Le groupe scolaire privé Sainte-Jeanne-d'Arc propose également école maternelle, primaire et collège.

#### Vie universitaire

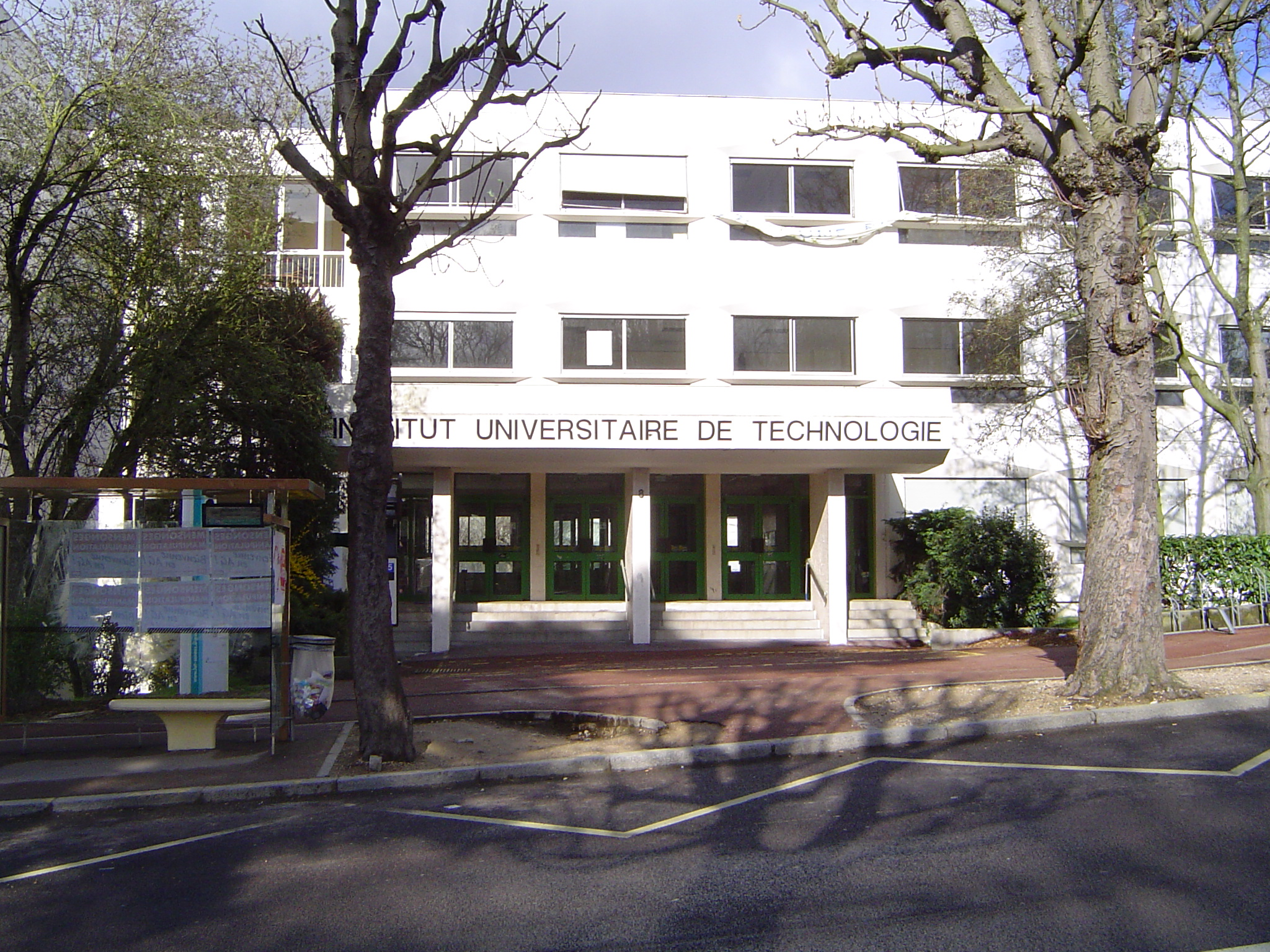
L'entrée de l'IUT de Sceaux.

Deux composantes de l'université Paris-Saclay forment le campus universitaire de Sceaux, la faculté de droit, d'économie et de gestion de l'université Paris-Saclay dite « Jean Monnet » et l’IUT de Sceaux,.

### Manifestations culturelles et festivités

#### Festival de l'Orangerie
Chaque année depuis 1970, le festival de l'Orangerie, festival de musique classique, est organisé à Sceaux en juin-juillet.

#### Manifestations félibréennes
Chaque mois de juin depuis 1878, est organisée, en lien avec l'Association des méridionaux de Sceaux, la félibrée. Elle s'accompagne d'un marché de Provence depuis 1997.
En 1980, l'Association des méridionaux de Sceaux est en outre à l'origine de la foire aux santons qui anime le centre-ville. Elle a lieu chaque année début décembre.

### Santé
La clinique médicale et pédagogique Dupré, Hôpital privé d'intérêt collectif, géré par la fondation Santé des étudiants de France, accueille des adolescents souffrant de troubles psychiatriques tout en leur permettant de poursuivre leurs études : elle comporte 150 lits et places et une annexe du lycée Lakanal.

### Sports
La ville possède plusieurs équipements sportifs sur son territoire :
- Le site sportif et de loisirs des Blagis : salle multisports et mur d'escalade
- Le gymnase du Centre : salle multisports, salle de gymnastique et dojo
- Le gymnase des Clos-Saint-Marcel : salle multisports, dojo et courts de tennis
- Le gymnase du Petit-Chambord : salle multisports
- La halle des Blagis : salle de musculation
- La piscine des Blagis : piscine et courts de tennis
- Le jardin de la Ménagerie : boulodrome, skatepark et courts de tennis

Plus de 30 sports sont praticables dans la ville avec les 24 associations sportives notamment :
- Basket : ASA Sceaux, qui a participé à la Pro A lors de la saison 1993-1994
- Football : Football Club de Sceaux[94]
- Natation : Dauphins de Sceaux/Bourg-la-Reine
- Tennis : Tennis Club de Sceaux
- Tennis de table : Sceaux tennis de table

L'association sportive Sceaux Arts Martiaux propose des cours de sports de combat tels que le muay-thaï ou le krav-maga.

### Médias
Depuis octobre 2010, un Châtenaisien et une Fontenaisienne diffusent sur Internet le Journal de Robinson, journal local d'actualité  du Plessis-Robinson, de Châtenay-Malabry, de Sceaux et de Fontenay-aux-Roses.

### Cultes
Le territoire de la ville de Sceaux est couvert par trois paroisses catholiques :
- la paroisse Saint-Jean-Baptiste, qui couvre la partie ancienne de la ville et dont l'église est la seule à se trouver sur le territoire de la commune[96]. Depuis le 1er janvier 2010, cette paroisse est rattachée au doyenné « La pointe sud »[97] du diocèse de Nanterre[98]. L'aumônerie est 3 rue des Écoles[99].
- la paroisse Saint-Stanislas, dont l'église est située à Fontenay-aux-Roses, couvre le quartier plus récent des Blagis, à la limite de Fontenay-aux-Roses et de Bagneux
- la paroisse Sainte-Bathilde, dont l'église est située à Châtenay-Malabry, couvre le quartier autour du RER Robinson, à la limite de Châtenay-Malabry, Fontenay-aux-Roses, et le Plessis-Robinson.

La demeure privée d'une Scéenne abrite le siège social de l'association cultuelle de la Métropolie (Archidiocèse) de l'Église syriaque orthodoxe antiochienne pour la France et l'Afrique ainsi que les activités de la paroisse Mar Thomas - Sainte-Geneviève en formation.
Par ailleurs, l'église Sainte-Bathilde, à la limite de la ville, abrite dans sa crypte un lieu de culte orthodoxe.
Il existe également une synagogue et un centre communautaire juif loubavitch Beth' Chabad, de même qu'un temple bouddhiste à proximité du RER Sceaux.
Sceaux ne dispose pas de lieu de culte musulman, ni protestant.

## Économie

### Revenus de la population et fiscalité
En 2010, le revenu fiscal médian par ménage était de 49 458 €, ce qui plaçait Sceaux au 334e rang parmi les 31 525 communes de plus de 39 ménages en métropole.

### Emploi
En 2009, la population âgée de 15 à 64 ans s'élevait à 12 206 personnes, parmi lesquelles on comptait 71,3 % d'actifs dont 66,4 % ayant un emploi et 4,9 % de chômeurs.
La même année, on comptait 5 801 emplois dans la commune, contre 5 403 en 1999. Le nombre d'actifs ayant un emploi et résidant dans la commune étant de 8 246, l'indicateur de concentration d'emploi est de 70,3 % ce qui signifie que la commune offre 0,7 emploi pour un habitant actif.
En 2009, dans la zone d'emploi de Sceaux, parmi tous les actifs de plus de 15 ans ayant un emploi, 14,6 % soit 1 202 personnes travaillent dans leur commune de résidence (alors qu'ils étaient 1 244 en 1999 soit 15,6 %), et les 85,4 % restants, soit 7 043 recensés, travaillent dans une autre commune.

### Entreprises et commerces
Au 31 décembre 2010, Sceaux comptait 1 471 établissements : un dans l’agriculture-sylviculture-pêche, 34 dans l'industrie, 44 dans la construction, 1 092 dans le commerce-transports-services divers et 300 étaient relatifs au secteur administratif.
En 2011, 175 entreprises ont été créées à Sceaux dont 105 par des auto-entrepreneurs.
L'atelier de fabrication de Patrick Roger, l'artiste chocolatier meilleur ouvrier de France est situé à Sceaux, où se trouve également sa première boutique au 47 rue Houdan.

## Culture locale et patrimoine

### Lieux et monuments
La commune comprend de nombreux monuments répertoriés à l'inventaire général du patrimoine culturel de la France.

#### Le château-musée

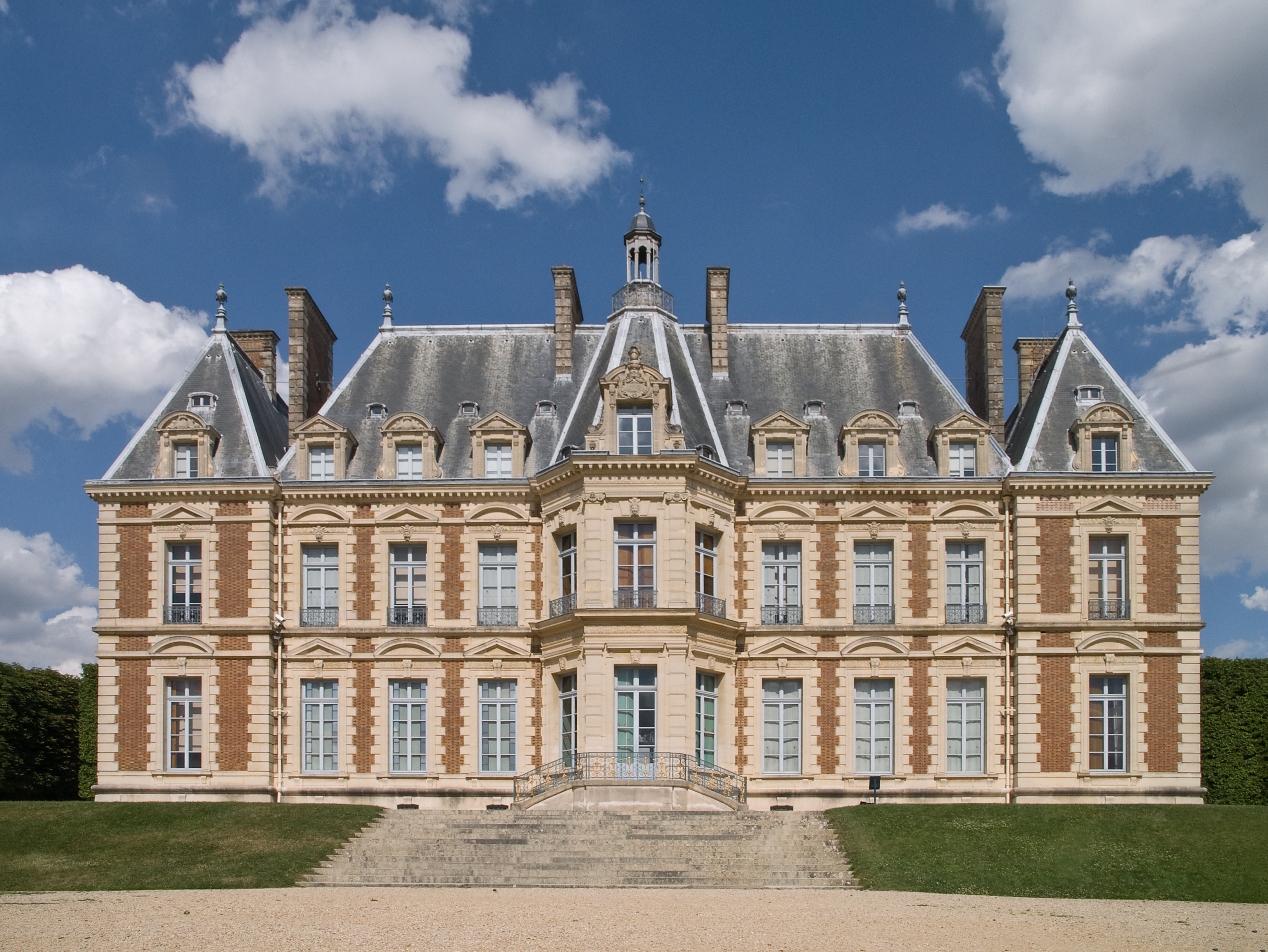
Le château de Sceaux en 2009.

Sceaux est célèbre pour son vaste parc départemental de Sceaux, dessiné par André Le Nôtre, comptant 181 hectares (dont 120 sur le territoire de la commune de Sceaux), vestige du domaine personnel de Colbert dont l'imposant château est détruit sous le Consulat.
Ce château est la résidence de la duchesse du Maine, bru de Louis XIV.
Le château de Sceaux actuel, beaucoup plus petit, édifié par le deuxième duc de Trévise, fils du maréchal Mortier, sous le Second Empire, est de style néo-Louis XIII.
Le château actuel abrite le musée du Domaine départemental de Sceaux. Ce musée possède l'une des plus importantes collections d'œuvres de peintres français figuratifs de l'École de Paris et notamment de Maurice Boitel (quatre œuvres) et de Charles Forget. Le musée est complété par un centre de documentation spécialisé sur l'histoire, l'architecture et le patrimoine de la région.

#### Le petit château
Le petit château de Sceaux, est une construction de style classique de 1661, due à Nicolas Boindin, conseiller du roi, chargé des affaires immobilières de la ville de Paris.

#### Le château des Imbergères
Le château des Imbergères est une construction du milieu du XVIe siècle, démolie en 1939.

#### L'église

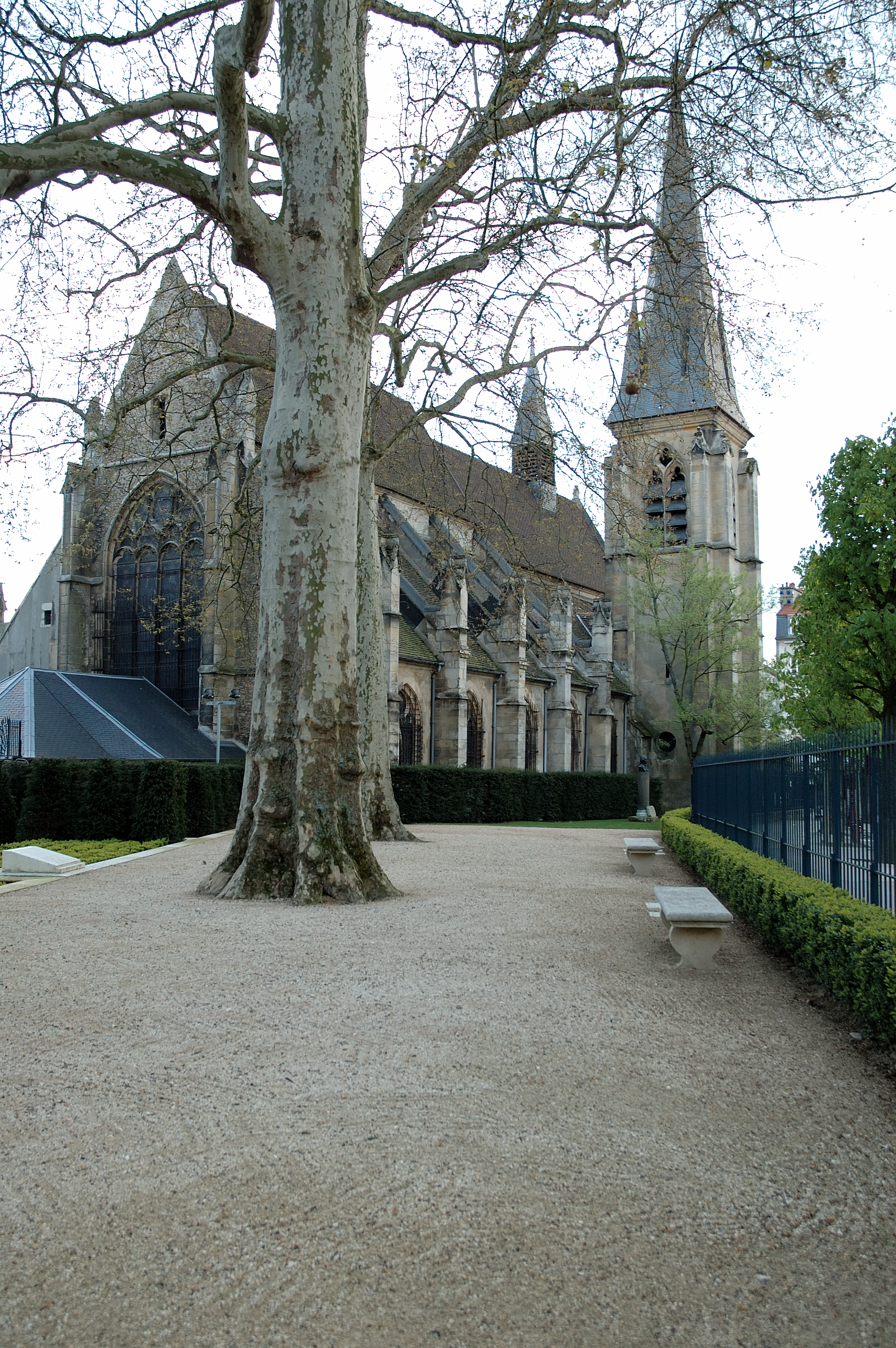
Église de Sceaux vue du jardin des Félibres.

Située au no 1 de la rue du Docteur Berger, la fondation en a été établie sous le vocable de saint Mammès en 1203 par Odon de Sully, évêque de Paris. Brulée en 1530, elle a été reconstruite très rapidement après, au XVIe siècle. Agrandie en 1738 sous le nouveau vocable de saint Jean-Baptiste, elle a été considérablement remaniée en 1897. Le clocher est du XIIIe siècle, avec une flèche due à Lassus (XIXe siècle) payée par le duc de Trévise. À l'intérieur se trouve le buffet d'orgues Louis XIV. Le chœur est du XVIe siècle, la deuxième clef de voûte porte la couleuvre héraldique de Colbert, la nef et les bas-côtés sont du XVIIIe siècle. Le maître-autel en marbre blanc a été donné par le duc de Penthièvre en 1788. Derrière, se trouve un groupe de marbre réalisé par Jean-Baptiste Tuby, La Baptême du Christ (1680), qui provient de la chapelle du château. Près de la chaire se trouve la dalle funéraire du duc et de la duchesse du Maine. La façade conserve une Gloire entourée de rayons du XVIIIe siècle. Cette église est sans transept, à chevet plat. Sur le flanc nord de l'église, à l'emplacement de l'ancien cimetière, subsiste la tombe du fabuliste Jean-Pierre Claris de Florian, qui était attaché au duc de Penthièvre et qui mourut à Sceaux en 1794.
Le buffet d'orgues Louis XIV était précédemment à l'église Sainte-Catherine du Val des Écoliers à Paris et démolie à la fin du XVIIIe siècle. René Bürg, organiste lauréat de la Schola Cantorum en fut le titulaire, ainsi que de Saint-Gilles de Bourg-la-Reine, dans les années 1950.

#### Le jardin de la Ménagerie
Le jardin de la Ménagerie est un jardin qui faisait partie du domaine de Sceaux, aménagé par Jacques de La Guépière pour installer les animaux de la duchesse du Maine. Elle lui fit construire un pavillon central pour y donner des fêtes. Ce lieu fut racheté à la Révolution par les habitants, qui en firent un lieu de promenade.

#### Le jardin des Félibres

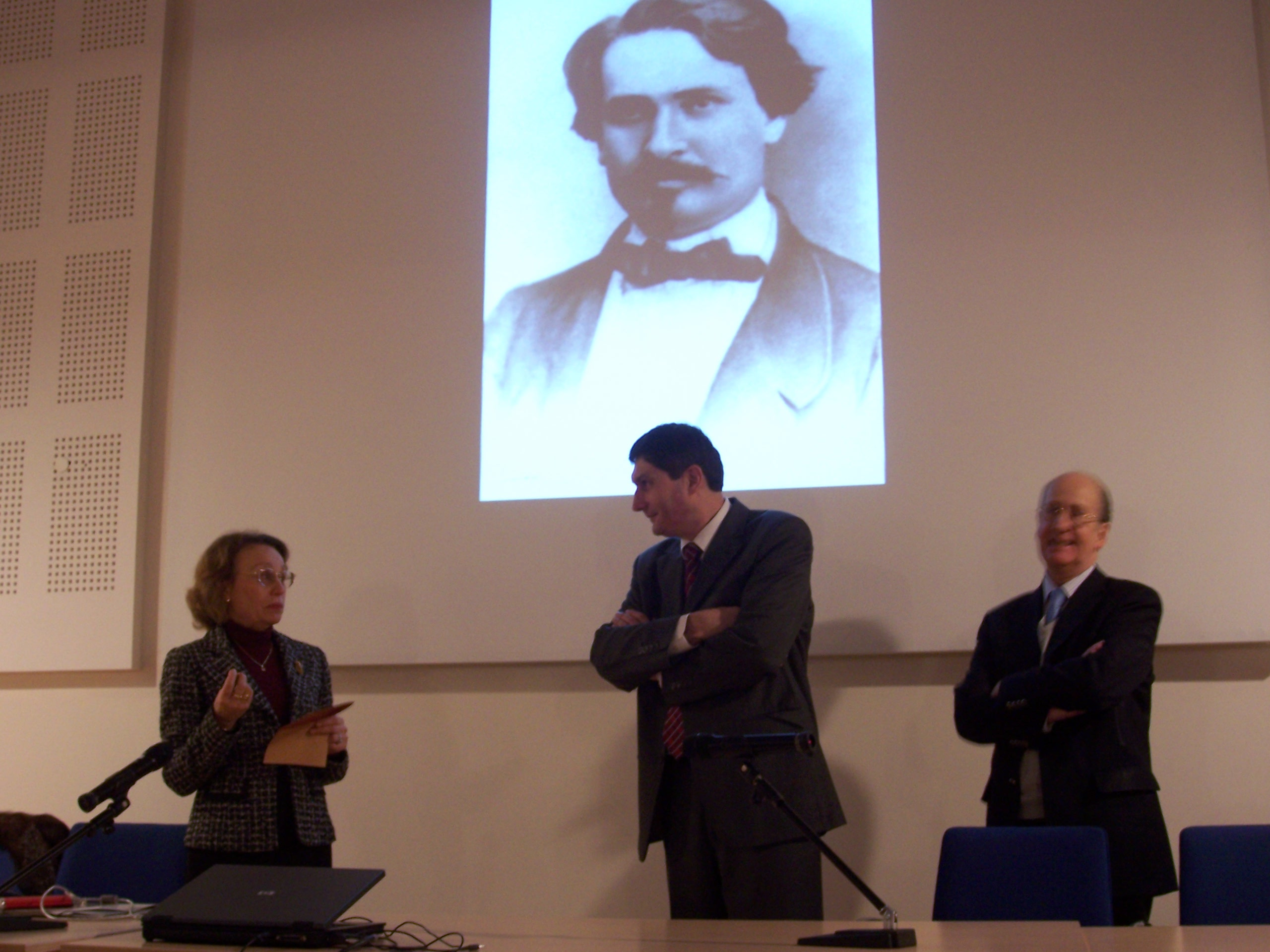
Remise de la Cigale, le samedi 13 décembre 2008.

Réaménagé en 1933 puis 2004, le jardin des Félibres s'élève non loin de la demeure du fabuliste occitan Florian.
Chaque année, depuis 1879, à la fin du printemps s'y déroule une commémoration dans le cadre de la félibrée.
Il accueille en 1839 la tombe de Florian, avec un buste de Jacques-Auguste Fauginet (inauguré la même année). La tombe est déplacée au cimetière en 2015.
Le jardin accueille également plusieurs bustes :
- Florian (1839, Fauginet) ;
- Théodore Aubanel (1887, Frédéric-Étienne Leroux, en même temps que l'inauguration de la rue à son nom) ;
- Paul Arène (1897, Benoît Lucien Hercule) ;
- Clovis Hugues (1907, Jeanne Royannez) ;
- Sextius Michel (1908, Jean-Pierre Gras) ;
- Pierre Deluns-Montaud (1910, Jean-Antoine Injalbert) ;
- Frédéric Mistral (1911, Félix Charpentier) ;
- Paul Mariéton (1913, Henri-Léon Gréber) ;
- Maurice Faure (1924, Jean-Pierre Gras) ;
- Jean Charles-Brun (1949, Jean-Georges Achard) ;
- Joseph Loubet (2005, Bruno Collet) ;
- Louis-Guillaume Fulconis (2024, Renaud Fulconis)[111].

En 1987, les statues de Charles-Brun, Deluns-Montaud et Mistral subissent des dégradations.

#### L'ancienne mairie
Le bâtiment de l'ancienne mairie au no 68 rue Houdan fut réalisé en 1843 par l'architecte Claude Naissant dans un style italianisant. Il est situé en bordure du jardin de la Ménagerie, à côté de l'ancienne gare et de la Halle. Sa façade présente un décor en pierre de taille à cinq travées. À cette époque, la commune était chef-lieu d'arrondissement du département de la Seine. En 1887, la mairie déménage pour occuper les locaux de l'ancienne sous-préfecture dessinée par le même architecte. Les locaux sont alors affectés à la Justice de paix qui quittera le bâtiment en 1968. Aujourd'hui ce bâtiment, restauré en 2004, sert de lieu d'expositions, de conférences et de réunions.
L’ancienne mairie abrite l'un des mètres étalons provisoires de marbre, réalisés en 1796, dans l’attente du mètre définitif de 1799. Il ne reste aujourd’hui que 4 de ces 16 mètres étalons provisoires.

#### Le cimetière
Le cimetière de Sceaux abrite les sépultures de plusieurs personnalités dont celles de Victor Baltard, Jean Solomidès ou Valentin le Désossé.
Les corps de Pierre Curie, prix Nobel de physique en 1903 et Marie Curie, prix Nobel de physique avec Pierre et de chimie en 1911, dont la tombe se trouve au cimetière en face de celle de leur fille Irène et de leur gendre Frédéric Joliot-Curie eux-mêmes lauréats du Nobel de chimie en 1935, ont été transférés à Paris au Panthéon.

### Patrimoine culturel
Sceaux accueille depuis 1994 une importante Scène nationale avec Les Gémeaux, une salle de 600 places dédiée aux créations théâtrales, chorégraphiques, et musicales.

#### Sceaux et la musique
De nombreux artistes se sont produits en concert sur la grande pelouse du parc de Sceaux, face au château :
- Supertramp le 26 juin 1983 ;
- Bob Dylan et  Santana le 1er juillet 1984 ;
- Madonna le 29 août 1987 ;
- Johnny Hallyday le 15 juin 2000.

#### Sceaux dans les arts
- Le Bal de Sceaux, première œuvre de La Comédie humaine d'Honoré de Balzac, a pour trame de fond le bal champêtre de Sceaux. Un roman d'Allain Louisfert, Anna Ivanova et ses serfs, fait référence au Bal de Sceaux de Balzac. Le petit château sert de support à cette fiction.
- À Sceaux, chanson de Georges Chelon (paroles et musique) de 1982, mentionne la ville.
- Bourg-la-Reine, chanson de Julien Clerc (paroles Etienne Roda-Gil) de 1970, mentionne le parc de Sceaux et le lycée Lakanal.
- Le Parc de Sceaux est une chanson de Christine Mérienne (paroles et musique) de 2011.
- Sceaux est le titre d'un morceau classique, de Jean-François Zygel et Antoine Hervé, composé en 2011.
- Le photographe Eugène Atget a photographié Sceaux, à plusieurs reprises entre 1901 et 1927. Ces photographies ont fait l'objet de plusieurs expositions au château de Sceaux.

### Personnalités liées à la commune

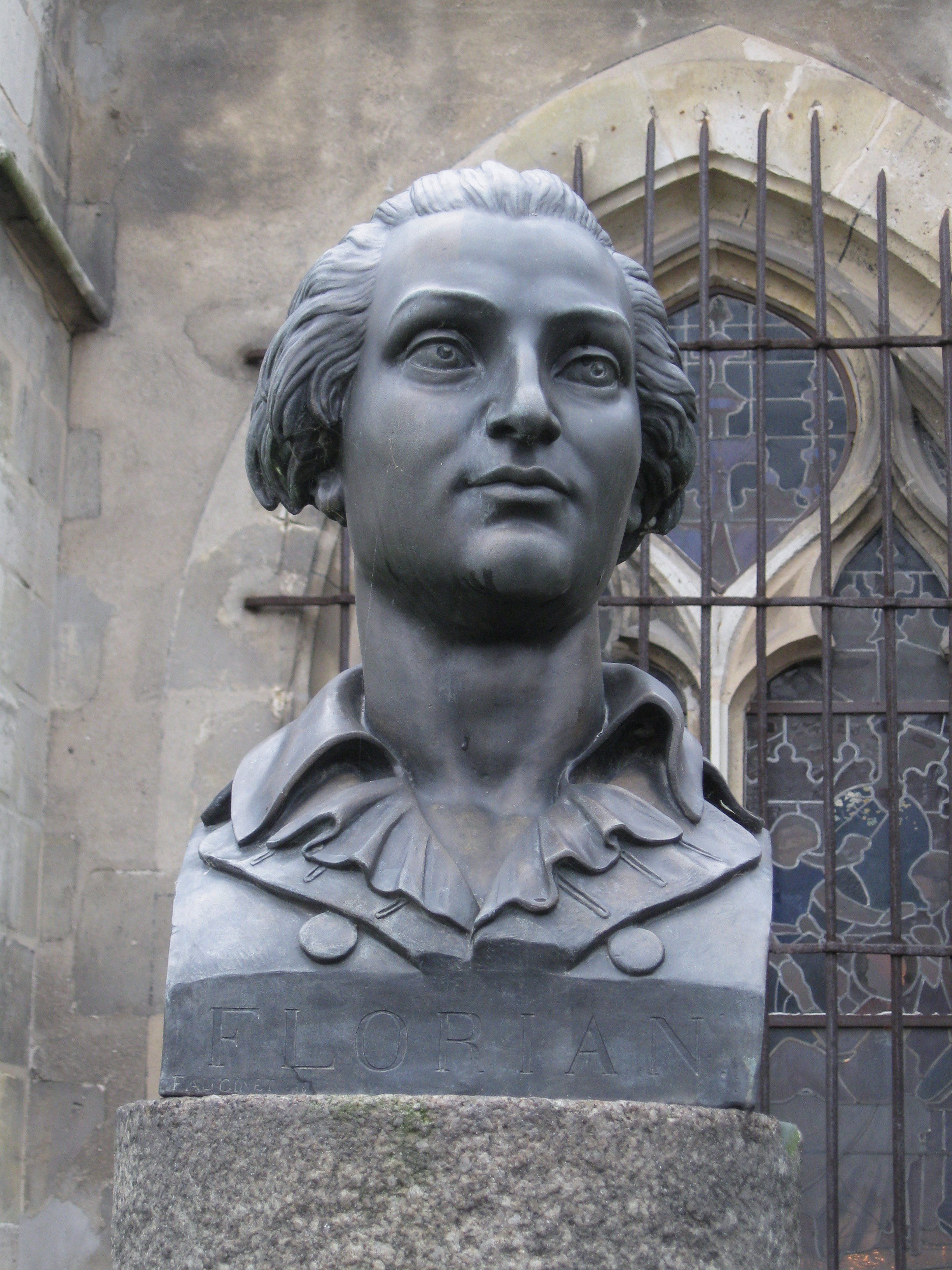
Jacques-Auguste Fauginet, Buste de Jean-Pierre Claris de Florian, Sceaux, jardin des Félibres. Cet écrivain occitan a résidé à Sceaux.

- Jean-Baptiste Colbert (1619-1683), principal ministre de Louis XIV et seigneur de Sceaux.
- Jean-Baptiste Colbert de Seignelay (1651-1690), fils de Jean-Baptiste Colbert, secrétaire d'État de la Marine de Louis XIV
- Louis Auguste de Bourbon (1670-1736), fils légitimé de Louis XIV et de Madame de Montespan, mort à Sceaux.
- Louise Bénédicte de Bourbon-Condé, duchesse du Maine (1676-1753), fit construire le parc de la Ménagerie et organisait des fêtes somptueuses au château de Sceaux.
- Louis-Jean-Marie de Bourbon, duc de Penthièvre (1725-1793), mécène de Florian, il fit construire le bâtiment de l’Intendance du château de Sceaux.
- Vincent Taillandier (1736-1790), baptisé à Sceaux, peintre de fleurs sur porcelaine à la manufacture de Vincennes, puis à la manufacture nationale de Sèvres.
- Jean-Pierre Claris de Florian (1755-1794), fabuliste français, mort à Sceaux.
- Pierre-François Palloy, dit "Le Patriote" (1755-1835), maître-maçon et entrepreneur de travaux publics, célèbre pour avoir démoli la Bastille et construit deux maisons avec ses pierres, rue des Imbergères.
- Jean-Baptiste Bernadotte (1763-1844), général de Napoléon Bonaparte, roi de Suède et de Norvège sous le nom de Charles XIV Jean, se marie le 17 août 1798 avec Désirée Clary, belle-sœur de Napoléon Bonaparte, à Sceaux où il possède une demeure.
- Jean-Baptiste Marino (1767-1794), personnalité de la Révolution française, né à Sceaux.
- Pavel Tchitchagov (1767-1849), ministre russe de la Marine, a vécu à Sceaux, dans ce qu'on appelle aujourd'hui "le château de l'amiral", et y est inhumé.
- Siméon Denis Poisson (1781-1840), mathématicien, géomètre et physicien, mort à Sceaux.
- Augustin Cauchy (1789-1857), mathématicien, mort à Sceaux.
- Jean-Jacques Champin (1796-1860), peintre aquarelliste et lithographe, né dans l'actuelle rue des écoles à Sceaux.
- Napoléon Mortier de Trévise, duc de Trévise (1804-1869), chambellan de Napoléon III, mort au château de Sceaux. il fit, avec son épouse, construire l'actuel château et réaménager le parc, détruits à la Révolution.
- Adolphe Bertron (1804-1887), commerçant, philanthrope, utopiste et homme politique.
- Victor Baltard (1805-1874), architecte, qui vivait rue Bertron et repose au cimetière de Sceaux.
- Elisa-Honorine Champin (~1807-1871), aquarelliste et lithographe, morte à son domicile 13 rue Houdan à Sceaux.
- Jules Renaudin (1843-1907) dit Valentin le désossé, danseur et contorsionniste, mort et enterré à Sceaux.
- Émile Baudot (1845-1903), ingénieur en télégraphie, mort à Sceaux.
- Eugène Grasset (1845-1917), graveur, affichiste et décorateur, vivait dans l'actuelle rue Pierre Curie et fut inhumé au cimetière de Sceaux.
- Pierre Curie (1859-1906) et Marie Curie (1867-1934), respectivement physicien et chimiste et physicienne, se marièrent à Sceaux en 1895 et y vécurent.
- Charles-Boris de Jankowski (1862-1941), artiste peintre polonais ayant vécu dans cette ville et où il est mort.
- Gustave Michaut (1870-1946), romaniste, grammairien, latiniste et chercheur en littérature français, mort à Sceaux.
- Paul Berthon (1872-1934), artiste peintre, affichiste et décorateur français a vécu dans cette ville et y est mort.
- Charles Péguy (1873-1914), écrivain, étudia au lycée Lakanal, à Sceaux.
- Henriette Delabarre-Henry (1876-1948), peintre, y est morte.
- Jean Giraudoux (1882-1944) écrivain, étudia au lycée Lakanal, à Sceaux.
- Marcel Granet (1884-1940), sinologue, a vécu à Sceaux et y est mort.
- Alain-Fournier (1886-1914), écrivain, étudia au lycée Lakanal, à Sceaux.
- Marcel Bizos (1889-1974), latiniste et helléniste, étudia au lycée Lakanal, habita au 17, rue Michel-Voisin[115] à Sceaux et mourut dans la commune.
- Roger Salengro (1890-1936) journaliste et ministre, étudia au lycée Lakanal, à Sceaux.
- Maurice Genevoix (1890-1980) écrivain, étudia au lycée Lakanal, à Sceaux.
- Édouard Depreux (1898-1981), fondateur du Parti socialiste autonome et du Parti socialiste unifié, maire de Sceaux à la Libération et jusqu'en 1959, ministre de l'Intérieur et de l’Éducation nationale.
- Frédéric (1900-1958) et Irène Joliot-Curie (1897-1956), physiciens et chimistes et femme politique pour elle, qui étudièrent et vécurent à Sceaux où ils sont enterrés.
- Louis Arretche (1905-1991), architecte de la reconstruction de Saint-Malo et de sa maison de Sceaux.
- Maurice Allais (1911-2010), économiste et physicien, prix Nobel d'économie, étudia au lycée Lakanal, à Sceaux.
- Alice Richter (1911-1996), artiste peintre, habita à Sceaux de 1957 à 1993. Elle fut lauréate du prix de Rome en 1933 et en 1939.
- Alfred Loewenguth (1911-1983), violoniste, créateur en 1969 du festival de musique de l'Orangerie, habitait Sceaux.
- Jacques Chaban-Delmas (1915-2000) homme politique, étudia au lycée Lakanal, à Sceaux
- Henri Colboc (1917-1983) architecte[116].
- Michel Voisin (1920-1945), héros de la résistance intérieure française, mort pour la France à Sceaux.
- Georges Poisson (né en 1924), historien de l'art français, conservateur du musée de l'Ile-de-France au château de Sceaux.
- Joseph Archepel (né en 1925), peintre verrier, habite à Sceaux.
- Jean-Jacques Pauvert (1926-2014) éditeur, étudia au lycée Lakanal, à Sceaux.
- Gérard Genette (1930-2018) théoricien de la littérature, étudia au lycée Lakanal, à Sceaux.
- Jean-Claude Carrière (né en 1931) scénariste, étudia au lycée Lakanal, à Sceaux.
- Alain Delon (1935-2024), acteur, né à Sceaux.
- Jean-Marie Le Chevallier (né en 1936), homme politique, né à Sceaux.
- Jean-Pierre Bardet (né en 1937), historien, né à Sceaux.
- Macha Méril (née en 1940), actrice, étudia au lycée Marie Curie.
- Yves Mourousi, (1942-1998) présentateur de journaux télévisés, étudia au lycée Lakanal, à Sceaux.
- Françoise Chandernagor (née en 1945), femme de lettres et membre de l'Académie Goncourt, étudia au lycée Marie Curie.
- Julien Clerc (né en 1947), chanteur, étudia au lycée Lakanal, à Sceaux.
- Marie-George Buffet (née en 1949), femme politique, née à Sceaux.
- Jean Glavany (né en 1949), homme politique, né à Sceaux.
- Philippe Laguérie (né en 1952), prêtre catholique traditionaliste, né à Sceaux.
- Thierry Le Luron (1952-1986), humoriste, étudia au lycée Lakanal, à Sceaux.
- Gilles Leroy (né en 1958), écrivain, Prix Goncourt en 2007, étudia au lycée Lakanal, à Sceaux.
- Cédric Klapisch (né en 1961), réalisateur et scénariste de cinéma, étudia au lycée Lakanal, à Sceaux.
- Patrick Pouyanné (né en 1963), cadre dirigeant puis successeur de Christophe de Margerie au poste de PDG de Total, y réside[117]
- Dieudonné (né en 1966) polémiste, étudia au lycée Lakanal, à Sceaux.
- Marie NDiaye (née en 1967), écrivain, Prix Goncourt en 2009, étudia au lycée Lakanal, à Sceaux.
- Muriel Barbery (née en 1969), écrivain, auteur de L’Élégance du hérisson, étudia au lycée Lakanal, à Sceaux.
- Oldelaf (né en 1975), chanteur et humoriste, étudia au lycée Lakanal, à Sceaux.
- Mathieu Bastareaud (né en 1988), rugbyman du XV de France, étudia au lycée Lakanal, à Sceaux.
- Wesley Fofana (né en 1988), rugbymen du XV de France, étudia au lycée Lakanal, à Sceaux.

### Tourisme
Essentiellement visitée pour son parc et son musée, la ville est aussi fréquentée par de nombreux amateurs de randonnées pédestres ou cyclables qui empruntent la Coulée verte, la Véloscénie et la Via Turonensis qui passent à Sceaux.
La ville est également prisée des amateurs d'architecture, puisqu'un certain nombre de maisons scéennes sont des maisons d'architectes. Il est ainsi possible d'apercevoir à Sceaux des maisons domestiques réalisées par Pol Abraham, Paul Nelson, Robert Mallet-Stevens, André Lurçat, Victor Baltard, Bruno Elkouken, Hector Guimard ou Louis Arretche.
Enfin le centre-ville piéton, le premier créé en Île-de-France, contribue à attirer à Sceaux nombre d’excursionnistes franciliens, avec la présence d'artisans reconnus tel que le chocolatier Patrick Roger.
Un « Syndicat d'Initiative - Office de Tourisme » fut créé à Sceaux dès 1966. Aujourd’hui la Maison du tourisme, l'office de tourisme municipal situé à l'entrée du Jardin de la Ménagerie, est ouvert aux visiteurs toute l'année.

### Héraldique
| Armes de Sceaux | Elles peuvent se blasonner ainsi aujourd’hui : « Parti : au premier d'azur aux trois fleurs de lys d'or, au bâton péri de gueules posé en barre, au second d'or à la couleuvre ondoyante d'azur posée en pal. » Ces armes sont l'association de celles de Louis Auguste de Bourbon, duc du Maine et de Jean-Baptiste Colbert, les deux principales personnalités liées au château de Sceaux, emblème de la ville. |

## Pour approfondir

### Filmographie
- A South London Film Society Production, Ville de Sceaux, c. 1955, London's Screen Archive, 1955 [voir en ligne]